# Від поняття складеного до поняття поодинокого
«Від поняття складеного до поняття поодинокого» (лат. a sensu composito ad sensum divisium) — є логічною помилкою ділового спілкування, коли висновки, що вірні стосовно цілого, переносяться на його окрему частину.

## Приклад
Наприклад, більшість депутатів Вищого законодавчого органу України, ймовірно, прийме розумне рішення при розгляді питань на своїх засіданнях, але з цього зовсім не випливає, що кожний з членів парламенту окремо здатен дійти до правильного рішення.
Коли говорять «Верховна Рада України прийняла закон» це зовсім не означає, що кожен окремий депутат підтримав цю пропозицію. При голосуванні були як ті, хто висловився «за», так і ті хто «проти», а дехто і взагалі «утримався». Тому дякувати депутатам, принаймні всім, за прийняття закону, наприклад, про підвищення рівня прожиткового мінімуму, буде не зовсім коректно. А що як висловили вдячність саме тому депутатові, котрий голосував «проти»?
Тут порушується закон тотожності. Поняття «Верховна Рада України» ототожнюється з поняттям «депутат Верховної Ради України». Однак, у парламенті існують коаліція для формування уряду й опозиція з метою критики роботи влади.